# Maximilian Albrecht
Maximilian Albrecht (* 16. Februar 1887 in Dachwig; † 29. April 1974 in Portsmouth (Rhode Island, USA)) war ein deutscher Dirigent, Komponist und Musikpädagoge.

## Leben und Werk
Maximilian Albrecht war an der Musikhochschule in Berlin und am Konservatorium in Leipzig ausgebildet.
Er wirkte als Theaterkapellmeister und Konzertdirigent unter anderem in Dortmund, Kassel und Freiburg im Breisgau. Bis 1931 wirkte er dann als Chordirigent des Berliner Rundfunks.
Albrecht trat Februar 1932 der NSDAP bei (Mitgliedsnummer 1.103.954). 1933/34 lebte er in einem kleinen Schwarzwaldhaus in Hinterzarten. 1936 wurde er Musikdirektor in Stettin. 1939 gelang es ihm, eine neue Dirigentenstelle  in Salzburg zu erlangen. 
1951 ging Maximilian Albrecht in die Vereinigten Staaten. Er leitete zunächst die Musikabteilung an der Portsmouth Priory School. 1962 wechselte er als Direktor für Vokalmusik an das Kloster Mount Savior. Der Höhepunkt seiner Karriere in den Vereinigten Staaten war die Uraufführung seines Requiems durch den/das Amor Artis Chorale and Orchestra 1965 in der New Yorker Town Hall.
Maximilian Albrecht komponierte Sinfonische Dichtungen, Kammermusik, Chöre und Lieder.